# Variabilita
Variabilita čili rozptýlenost je vlastnost rozdělení pravděpodobnosti či statistického znaku, která vyjadřuje, jak vzdálené jsou typicky hodnoty od sebe navzájem či od střední hodnoty. Variabilita se v praxi měří mnoha různými způsoby. Často používané míry variability jsou:
- rozptyl (střední hodnota čtverce vzdálenosti od středu) a směrodatná odchylka (odmocnina rozptylu)
- variační koeficient (poměr směrodatné odchylky a aritmetického průměru) a koeficient disperze (poměr rozptylu a aritmetického průměru)
- variační šíře čili rozpětí (rozdíl nejvyšší a nejmenší hodnoty souboru)
- mezikvartilové rozpětí (rozdíl třetího a prvního kvartilu)
- mediánová absolutní odchylka (MAD; medián absolutní hodnoty rozdílů mezi měřeními a jejich mediánem)
- Shannonova entropie, tedy střední hodnota záporně vzatého logaritmu pravděpodobnosti / hustoty pravděpodobnosti: {\displaystyle \mathrm {H} (X)=\mathbb {E} [-\ln(\mathrm {P} (X))]}